# Europejski Urząd ds. Zwalczania Nadużyć Finansowych

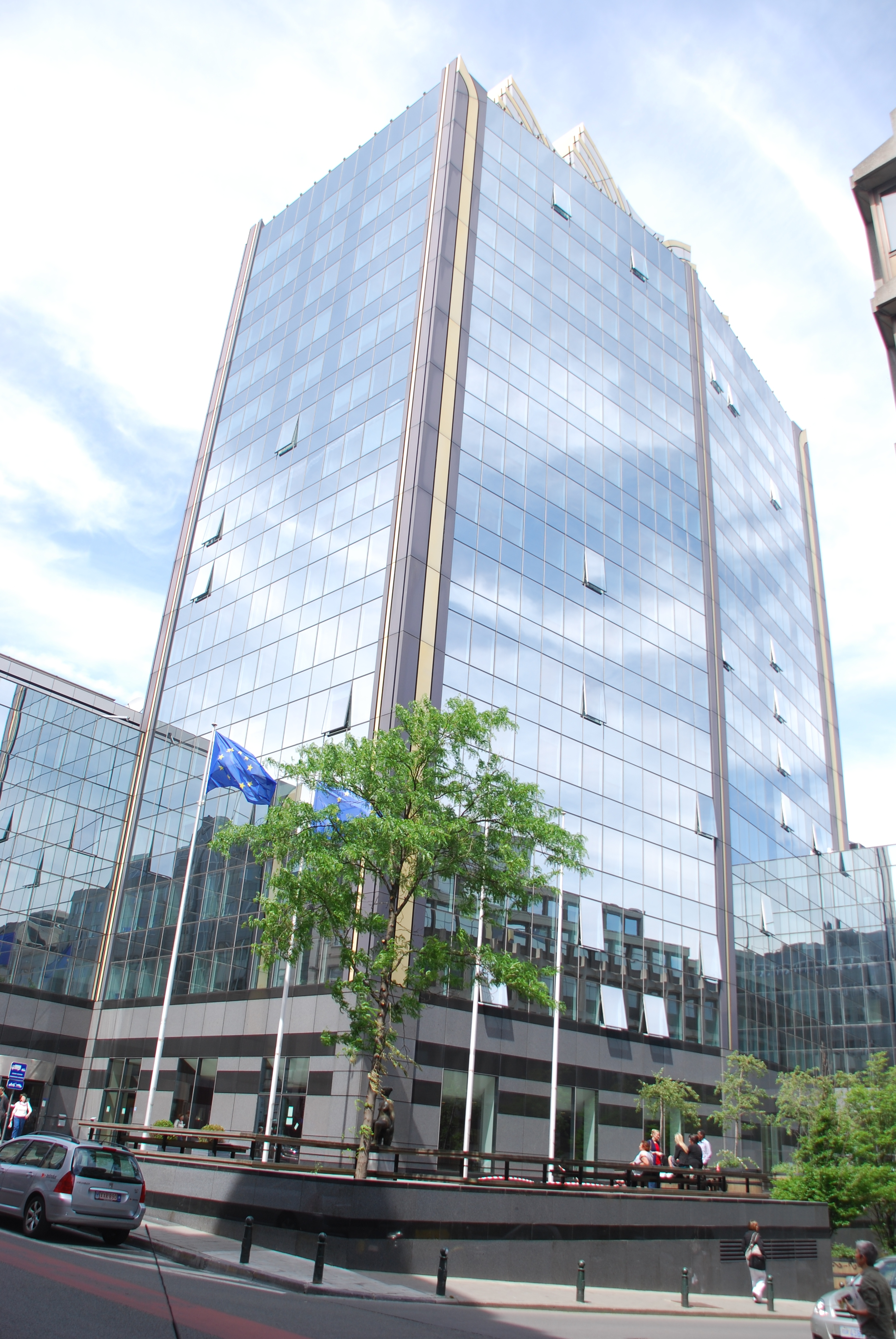
European Anti-fraud Office, Rue Joseph II, Bruksela

Europejski Urząd ds. Zwalczania Nadużyć Finansowych (OLAF, fr. L’Office européen de lutte antifraude) – urząd utworzony przez Komisję Europejską 28 kwietnia 1999. Ma na celu zwalczanie korupcji, nadużyć budżetu Unii oraz przemytu papierosów i alkoholu. Urząd posiada kompetencje nadzoru podatkowego, działa zarówno wewnątrz struktur unijnych, jak i w państwach członkowskich.
OLAF jest niezależny od Komisji Europejskiej oraz innych struktur unijnych, z wyjątkiem specjalnego Komitetu Kontrolnego złożonego z 5 ekspertów powoływanych na trzyletnie kadencje przez Parlament Europejski, Komisję Europejską oraz Radę Unii Europejskiej.
OLAF powstał pod silną presją ze strony Parlamentu Europejskiego, na miejsce UCLAF (Unité de coordination de lutte anti-fraude), urzędu zależnego od Komisji Europejskiej, który nie radził sobie ze zwalczaniem korupcji wewnątrz struktur Unii.
W 2008 OLAF zatrudniał 475 osób, miał budżet administracyjny wynoszący 52 mln euro i budżet operacyjny na działania ukierunkowane na zwalczanie nadużyć finansowych wewnątrz krajów wspólnoty wynoszący prawie 21 mln euro.
W ostatnich latach OLAF odnotował znaczny wzrost ilości otrzymywanych informacji (o 59% od 2003 do 2007 i blisko 8% od 2006 do 2007), zwłaszcza od państw członkowskich i indywidualnych informatorów, co dowodzi publicznego zaufania do OLAF-u.